# Linzer Programm (Deutschnationalismus)
Das Linzer Programm war ein 1882 in Linz erarbeitetes Grundsatzpapier des österreichischen Deutschnationalismus. Das Dokument stand unter dem Motto „nicht liberal, nicht klerikal, sondern national“ und forderte die staatsrechtliche und wirtschaftliche Entflechtung der verschiedenen Völker Cisleithaniens, die engere Anbindung seiner deutschsprachigen Gebiete an das Deutsche Reich sowie Pressefreiheit, Versammlungsfreiheit und allgemeine Demokratisierung. Es enthielt darüber hinaus auch einige aus heutiger Sicht sozialistisch oder sozialdemokratisch scheinende sozialreformerische Vorschläge. Initiatoren und Leiter seiner Ausarbeitung waren die Politiker Victor Adler und Georg von Schönerer, der Politiker und Journalist Engelbert Pernerstorfer sowie der Historiker und Publizist Heinrich Friedjung.
War das Linzer Programm ursprünglich ein Dokument breiten Konsenses unter antiklerikalen Reformpolitikern unterschiedlichen sozialen und intellektuellen Hintergrunds, so wurde es nach der Auseinanderentwicklung Adlers und Schönerers und vor allem nach der 1885 von Schönerer vorgeschlagenen Hinzufügung eines sogenannten „Arierparagraphen“ und anderer antisemitischer Regelungen praktisch nur noch von Anhängern Schönerers hochgehalten.

## Staatspolitische Forderungen
Kernforderung des Linzer Programms war die so gut wie vollständige Trennung von Cisleithanien und Transleithanien. Die beiden so genannten Reichshälften waren seit dem Österreichisch-Ungarischen Ausgleich von 1867 zwar formal voneinander unabhängige Staaten, hatten aber nicht nur ein gemeinsames Staatsoberhaupt und eine Gemeinsame Armee, sondern betrieben auch gemeinsame Außenpolitik und waren vor allem auch wirtschaftlich eng miteinander verflochten. Viele Österreicher empfanden die regelmäßigen Subventionszahlungen der österreichischen an die ungarische Reichshälfte als grundsätzlich ungerecht oder zumindest unverhältnismäßig hoch, darüber hinaus führten stockende jährliche Neuverhandlungen wiederholt zu wirtschafts- und sicherheitspolitischen Blockaden. Gemäß dem Linzer Programm sollte die Doppelrolle als Kaiser von Österreich und König von Ungarn, die das jeweilige Oberhaupt der Habsburger seit 1867 ausfüllte, erhalten bleiben; abgesehen davon und von einer eher vagen militärischen Beistandsverpflichtung sollten die beiden Staaten komplett entkoppelt werden.
Ähnlich wie Ungarn sollten auch Galizien und die Bukowina, zwei wirtschaftlich besonders schwache Kronländer Österreichs, in die faktische wie formale Eigenverantwortlichkeit entlassen werden. Das Kronland Dalmatien sowie Bosnien und Herzegowina sollten vorläufig an Ungarn zediert werden, langfristig sollten sie gemeinsam mit dem bisher ungarisch regierten Kroatien ein „Königreich der Südslawen“ bilden und als solches ebenfalls emanzipiert werden. Eine Umsetzung dieser Forderungen hätte den verbliebenen Rumpf Cisleithaniens politisch wie wirtschaftlich wesentlich entlastet, insbesondere dadurch, dass sich der Staat mit ihr fast aller seiner Polen und der meisten seiner „Ostjuden“ entledigt hätte – Menschen, die unter anderen Österreichern ausgesprochen unbeliebt waren.
Österreich hätte im Wesentlichen nur aus seinen deutsch-, tschechisch- und slowenischsprachig dominierten Kronländern bestanden. Diese Gebiete waren nicht nur verhältnismäßig wohlhabend und politisch gut entwickelt, es war ihnen vor allem noch deutlich anzumerken, dass sie alle Teile des 1806 untergegangenen Heiligen Römischen Reichs gewesen waren. Die Umsetzung des Linzer Programms hätte eine engere Anbindung oder überhaupt einen Anschluss des deutschsprachigen Österreich an das Deutsche Reich, das Fernziel des Deutschnationalismus, nach Ansicht seiner Autoren damit wesentlich erleichtert. Als ersten Schritt in Richtung Vereinigung sah das Linzer Programm eine Zollunion Österreichs mit dem deutschen Reich vor.

## Sozialpolitische Forderungen
Zusätzlich zu seinem deutschnationalen Kern enthielt das Linzer Programm Forderungen nach Pressefreiheit, Versammlungsfreiheit, Säkularisierung und Ausweitung des Wahlrechts auf bisher davon ausgeschlossene soziale Schichten. Darüber hinaus forderte das Manifest eine umfassende Sozialreform; unter anderem sollten eine staatliche Pensions- und Unfallversicherung eingerichtet, Frauen- und Kinderarbeit weitgehend verboten werden. Das Linzer Programm enthielt damit fast alle zentralen Forderungen der in Österreich erst 1889 ausgeformten Sozialdemokratie, ohne sich aber als marxistisch oder sozialistisch inspiriert zu sehen.

## Antisemitismus
In seiner ursprünglichen Form war das Linzer Programm eher allgemein chauvinistisch als spezifisch judenfeindlich. Seine Autoren bekannten sich zwar offen zu der Auffassung, dass es für Österreich vorteilhaft wäre, seine runde Million galizischer Juden aus dem Staatsverband auszustoßen, da diese kulturell zu fremdartig und wirtschaftlich zu wenig leistungsfähig seien, sie vertraten die gleiche Annahme aber auch bezüglich der katholischen Polen und der orthodoxen Ruthenen. Der Vorschlag, zwischen den nicht oder kaum assimilierten, großteils bitterarmen „Ostjuden“ und dem restlichen Österreich eine neue Staatsgrenze zu errichten, fand darüber hinaus auch unter vielen jüdischen und jüdischstämmigen Einwohnern westlicherer Kronländer Unterstützung. Neben anderen Mitautoren waren auch Adler und Friedjung selbst jüdischer Abstammung.
Explizit antisemitisch war die 1885 veröffentlichte Überarbeitung durch Schönerer. Schönerer war zwischen 1882 und 1885 zu der Auffassung gelangt, dass der „jüdische Einfluss“ auf das öffentliche Leben Österreichs vordringlichstes Problem, die „Beseitigung“ dieses Einflusses „unerlässlich“ sei. Schönerer erweiterte das Linzer Programm in diesem Sinne um eine Bestimmung, die jüdische und jüdischstämmige Menschen von jeglicher Mitgliedschaft in deutschnationalen Parteien und Vereinen ausschloss, da ihnen die charakterliche Befähigung zur Teilhabe an der deutschen Nation abgesprochen wurde. Schönerer brach damit nicht nur mit Adler und Friedjung, sondern auch mit vielen anderen Deutschnationalen. Selbst Lueger, der einen neuzeitlichen Antijudaismus vertrat, konnte sich mit Schönerers Arierparagraph nicht identifizieren. 
Adler und Lueger lehnten nicht nur Schönerers Überarbeitung ab, sondern wandten sich im Lauf der 1880er auch von der ursprünglichen Fassung ab. Ab Ende der 1880er bekannten sich praktisch nur noch die so genannten Schönerianer zum Linzer Programm. Mit der Zeit geriet in Vergessenheit, dass das Linzer Programm ursprünglich auch von späteren Sozialdemokraten und Christlichsozialen mitgetragen worden war. In der Erinnerung der Öffentlichkeit wurde das Papier zu einer von Anfang an spezifisch schönerianischen Angelegenheit, anstelle der gemeinschaftlich erarbeiteten Fassung galt nun die eigenmächtig erweiterte Version Schönerers als das echte und eigentliche Linzer Programm.